# 希馬瓜尤
希馬瓜尤（西班牙語：Jimaguayú，西班牙語發音：[ximaɣwaˈʝu]）是古巴的城鎮，位於該國中部，属卡馬圭省，面積799平方公里，海拔高度110米，據2004年人口調查總數為21,169人，人口密度為每平方公里26.5人。